# Černousy
Černousy (in tedesco Tschernhausen) è un comune della Repubblica Ceca facente parte del distretto di Liberec, nella regione omonima.